# Daiki Morimoto
Daiki Morimoto (森本 大貴 Morimoto Daiki?, Tottori, Tottori, 15 de septiembre de 1995) es un exfutbolista japonés que jugaba como defensa.

## Trayectoria

### Clubes
| Club                      | País  | Año       |
| ------------------------- | ----- | --------- |
| Matsumoto Yamaga F. C.    | Japón | 2018-2020 |
| S. C. Sagamihara (cedido) | Japón | 2018-2019 |
| Maruyasu Okazaki (cedido) | Japón | 2020      |
| Fujieda MYFC              | Japón | 2021      |
| Baleine Shimonoseki       | Japón | 2022      |
| Beluga Rosso Iwami        | Japón | 2023-2024 |